# Jacques Bompard
Jacques Bompard (Montpellier, 24 febbraio 1943) è un politico e saggista francese, deputato all'Assemblea Nazionale per il Front National dal 1986 al 1988 e, dal 2012 rieletto con la sua lista Ligue di Sud.

## Biografia
Tra i fondatori del Front National nel 1972, ne diviene parlamentare tra il 1986 e il 1988.
È stato consigliere regionale della Provenza-Alpi-Costa Azzurra (1986-2002) e consigliere generale del Cantone di Orange-Ovest, dal 2002 al 2012.
È sindaco di Orange dal 1995, rimanendo in carica fino al 2021. Dal Fronte Nazionale si è dimesso nel 2005 per aderire al ""Movimento per la Francia"", che ha lasciato nel 2010 per fondare e presiedere la "Ligue du Sud", partito di estrema destra, con un seguito nella parte a nord di Vaucluse. Dal 2012 viene rieletto in Parlamento, nel 4 ° distretto di Vaucluse; conclude il proprio mandato parlamentare nel 2017.

## Opere
- L'Arme alimentaire - Réponse à l'assassinat prémédité du monde rural (avec Marie-Claude Bompard) , éditions du Cerce ;
- France, ton agriculture doit vivre, éditions du Cerce, 1987 ;
- Main basse sur l'agriculture, éditions du Cerce, 1989 ;
- Voyage autour de la femme, d'Eve à Benazir (avec Marie-Claude Bompard), Barthélémy, 1991 ;
- Un maire au créneau. Orange, une ville gérée autrement, éditions Nationales, 1997 ;
- Les Chemins de la victoire (avec Philippe Randa), Deterna, 2002 ;
- Le Pen contre le Front national, 2005  (PDF) Template:Lire en ligne